# Bevil Rudd
Bevil Rudd   (Kimberley, 5 d'octubre de 1894 - Kimberley, 2 de febrer de 1948) va ser un atleta sud-africà que va competir durant la dècada de 1920. Especialista en els 400 metres, en el seu palmarès destaquen tres medalles olímpiques.
Rudd era net de Charles Rudd, fundador de l'empresa minera de diamants De Beers. Estudià al St. Andrew's College, de Grahamstown, on va destacar com a estudiant i atleta, motiu pel qual li fou concedida una beca per a la Universitat d'Oxford. Rudd va lluitar durant la Primera Guerra Mundial, i fou guardonat amb la Creu Militar per la valentia mostrada.
El 1920 va prendre part en els Jocs Olímpics d'Anvers, on disputà tres proves del programa d'atletisme. En els 400 metres guanyà la medalla d'or; en els 4x400 metres relleus la de plata, fent equip amb Henning Dafel, Clarence Oldfield i Jack Oosterlaak i ens els 800 metres la de bronze. A banda d'aquests èxits destaquen el campionat britànic de les 440 i 880 iardes de 1920, cosa que li serví per ser reconegut com a millor atleta de l'any de la Gran Bretanya. El 1921 va establir un nou rècord del món de les 440 iardes.
En finalitzar els seus estudis a Anglaterra va tornar a Sud-àfrica, on treballà com a periodista esportiu. El 1930 passà a exercir d'editor del Daily Telegraph', càrrec que va ocupar fins després de la Segona Guerra Mundial.

## Millors marques
- 400 metres llisos. 48"3" (1920)
- 800 metres llisos. 1'53"6 (1920)[3][4]